# Valentin Aleksandrovič Serov
Valentin Aleksandrovič Serov (in russo Валентин Александрович Серов?; San Pietroburgo, 19 gennaio 1865 – Mosca, 5 dicembre 1911) è stato un pittore e ritrattista russo.

## Biografia

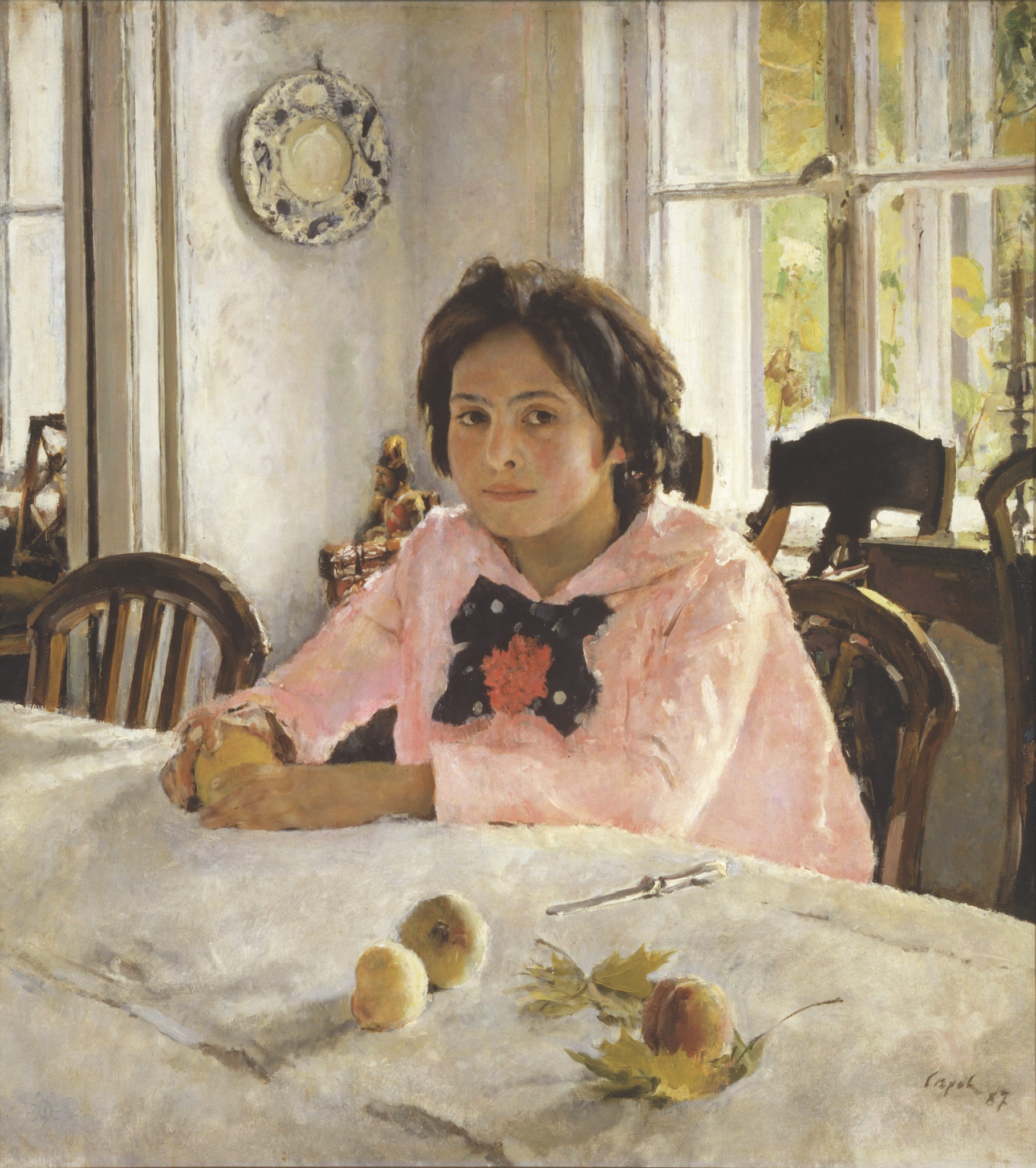
La ragazza con le pesche (1887) Galleria Tret'jakov

Lo stile di Valentin Serov è realistico, con i tratti dell'impressionismo russo, postimpressionismo e negli ultimi anni di vita anche dello stile liberty. Repin, uno dei più grandi pittori russi del XIX secolo, affermò che, tra tutti i pittori russi, Serov era l'artista che nello stile pittorico, più si avvicinava a Rembrandt.

### L'infanzia
Nacque in una famiglia di musicisti e amanti dell'arte. Suo padre, Aleksandr Nikolaevič Serov, fu un famoso compositore e critico musicale che amava anche dipingere. All'età di 43 anni sposa una sua allieva di 17, Valentina Bergman (1846-1927). Valentin Serov, il loro unico figlio, visse la sua infanzia nell'ambiente artistico.
La loro casa era spesso un viavai di ospiti, pittori, scrittori e musicisti, tra i quali i più grandi scrittori russi: Turgenev e Dostoevskij; il famoso pittore Repin, lo scultore Antokol'skij, e il pittore Ge. Conosceva Franz Liszt, ed era un amico e grande ammiratore di Richard Wagner.
La madre del pittore era una femminista, con idee moderne per l'epoca e frequentava l'ambiente di studenti e di nichilisti. Da bambino Valentin non era nel centro dell'attenzione dei suoi genitori, che avevano la loro vita e interessi.

### La morte del padre
Suo padre morì nel 1871, quando Valentin aveva solo 6 anni. Sua madre non aveva nessuna intenzione di rinunciare alla vita sociale e alla musica, per cui si trasferì a Monaco di Baviera, lasciando il figlio presso una comunità di una sua amica, dove notarono la sua passione per il disegno.
La comunità venne chiusa un anno dopo, nel 1872, e la sua amica riportò il piccolo Valentin in Germania, da sua madre, la quale, non avendo il tempo a dedicare al suo figlio, lo affidò a una famiglia bavarese. Il caso volle che facesse conoscenza con un incisore e pittore tedesco, Karl Köpping (1848-1914), il quale, famoso per le sue incisioni sul vetro, divenne il suo primo insegnante.
Dopo aver notato il talento del figlio e su consiglio dello scultore Antokolskij, la madre di Valentin, nel 1874, decise di portarlo a Parigi dall'amico di famiglia Repin. A parte le lezioni di pittura, il piccolo Valentin era abbandonato a se stesso, e passava il tempo da solo, disegnando. Il suo carattere divenne con il tempo chiuso e riservato.

### Il ritorno in Russia
Nel 1875 Valentin Serov tornò in Russia assieme alla madre. Trascorrevano le estati ad Abramcevo, (una tenuta nei dintorni di Mosca), con la famiglia di Savva Mamontov, un noto industriale e mecenate, amante del bel canto, musica, teatro e pittura. Valentin iniziò a frequentare il ginnasio di S. Pietroburgo.
Fra il 1875 e il 1876 vive in Ucraina dove sua madre si trasferì con il suo secondo marito, Vasilij Nemchinov, studente di facoltà di medicina. Valentin frequentò il ginnasio di Kiev e una scuola di disegno.
Le lezioni di pittura con Repin ripresero solo nel 1878, dopo il ritorno dello stesso Repin a Mosca. Visto che sua madre nel frattempo aveva avuto altri due figli, Aleksandr e Nadežda, trasferendosi a Novgorod, Valentin rimase da solo a Mosca, ospite di Repin. Insieme viaggiarono tra Crimea e Ucraina. Al ginnasio fu bocciato, per cui fu costretto a prendere lezioni private.

### I primi successi
Nel 1880 Valentin Serov si iscrisse all'Accademia delle belle arti di San Pietroburgo, nella classe del professor Čistjakov, all'epoca il più ambito insegnante di pittura. Tra i suoi allievi vi furono molti pittori divenuti con il tempo famosi: Surikov, Polenov, Repin, Vrubel'.
Čistjakov era un insegnante scorbutico e severo, ma Valentin Serov era uno dei suoi allievi preferiti. Nel 1885 Valentin abbandonò gli studi, motivando la scelta con i problemi di salute, senza diplomarsi e senza rimpianti, spiegando dopo anni il vero motivo, ossia che si era annoiato.
Tra il 1885 ed il 1887 viaggiò tra Monaco di Baviera, Vienna, Paesi Bassi, Belgio e Italia.
Continuò ad essere un assiduo frequentatore di Abramcevo, dove Savva Mamontov riuniva musicisti, pittori e scrittori dell'epoca (cosiddetto circolo d'Abramcevo), dove era di moda anche organizzare gli spettacoli teatrali. Valentin Serov aveva un grande successo in questi spettacoli come un attore comico, amando particolarmente interpretare i ruoli di vari animali.
Valentin Serov ritrasse molti ospiti di Abramcevo e molti cantanti lirici dell'epoca, ma i quadri che lo resero subito famoso, all'età di 23 anni, furono La ragazza con le pesche e La ragazza illuminata dal sole.
La ragazza con le pesche (1887; si trova alla Galleria Tret'jakov) – è il ritratto di Vera Mamontova, dodicenne figlia di Savva Mamontov; 
“quello che volevo ottenere era la freschezza, quella freschezza che senti nella natura, ma non vedi nei quadri. …” Ha spiegato il pittore.
La ragazza illuminata dal sole (1888; Galleria Tret'jakov) – il ritratto di sua cugina Maria Simonovič.
Il suo primo biografo ricorda un episodio accaduto poco prima della morte del pittore nel 1911. Erano insieme alla Galleria Tret'jakov davanti a La ragazza illuminata dal sole, il pittore guardò a lungo il suo quadro e disse “Ho dipinto questo, ma dopo nonostante tutti gli sforzi non mi è riuscito più niente, come se fosse finito là”… Era una persona fortemente autocritica, spesso gli capitava di distruggere un suo quadro quasi terminato, nonostante lo dipingesse molti mesi.

### Il matrimonio
Il 29 gennaio 1889 Serov sposò Ol'ga Trubnikova (1865-1927), e, in occasione della Fiera Mondiale, visitarono Parigi. Al ritorno si trasferirono a Mosca. Dal matrimonio nacquero sei figli: due femmine e quattro maschi. Nel febbraio del 1890 nacque la primogenita Ol'ga, che, dopo la morte del pittore, scrisse il libro Ricordi di mio padre; nel 1892, Aleksandr (1892-1959), nel 1894 Georgij. Il suo quadro Bambini del 1899 ritrae Aleksandr e Georgij. Nel 1896 nacque Michail, nel 1901 Anton e nel 1908 Natalija, l'ultimogenita.

### Famoso ritrattista
Negli anni 90 divenne famoso soprattutto come ritrattista. Nel 1892 fu scelto per ritrarre l'imperatore Alessandro III di Russia insieme a tutta la famiglia, opera che richiese tre anni di lavoro. Nel 1894 insieme con un suo amico, il pittore Korovin, viaggiò nel nord della Russia, dove dipinsero diversi paesaggi.
Dal 1897 insegnò presso la Scuola di pittura, scultura e architettura di Mosca. Nel 1898 fu nominato Accademico delle Belle Arti. Nel 1899 entrò nel Consiglio della Galleria Tret'jakov. Qui Serov si occupò della scelta e dell'acquisto di dipinti e quadri.
Nel 1900 comprò un terreno nei pressi di Terijoki (l'attuale Zelenogorsk) sul Golfo di Finlandia, sul quale fece costruire una casa, e dove da allora la famiglia passò tutte le estati.
Dal 1903 divenne professore dell'Accademia delle Belle Arti. Il 9 gennaio 1905, davanti ai suoi occhi, la polizia aprì il fuoco su una manifestazione pacifica di operai, uomini, donne e bambini, che con una petizione si stavano recando dall'imperatore.
Valentin Serov, in segno di protesta, abbandonò quindi l'Accademia, anche perché il suo presidente, il Granduca Vladimir, era allo stesso tempo comandante della guarnigione di San Pietroburgo. Il suo fu un gesto molto inusuale per l'epoca. In quel periodo realizzò molte caricature politiche e illustrazioni per una rivista satirica e antigovernativa.
Nel 1906, insieme alla moglie, fece un viaggio in Italia. Nacque l'interesse per la storia e la mitologia greca. Serov, insieme all'amico e pittore Lev Bakst, nel 1907 si recò in Grecia. Il viaggio gli ispirò il famoso quadro Il ratto di Europa.
Nel 1909 abbandonò l'insegnamento nella scuola di pittura, scultura e architettura di Mosca, protestando contro la bocciatura di Anna Golubkina. Visto che la studentessa era raccomandata da Serov, egli visse l'episodio come atto di sfiducia nei suoi confronti. Nonostante gli insegnanti della scuola e perfino 140 studenti gli scrissero chiedendogli di ritornare, non cambiò la sua decisione.

### Gli ultimi anni di vita
Valenti Serov, durante la sua vita, dipinse circa 200 ritratti, ma per se stesso, amando molto la natura e gli animali, amava dipingere paesaggi.
I migliori ritratti di Valentin Serov sono quelli dei suoi amici e delle persone che gli erano vicine: sua moglie, suoi figli, i pittori Korovin, Repin, Levitan, il famoso basso russo Šaljapin, lo scrittore Gor'kij, l'attrice drammatica Ermolova, l'attore e regista Konstantin Stanislavskij.
Uno di più famosi ritratti di Valentin Serov è il nudo della danzatrice Ida Rubinštejn (1885-1960) dipinto nel 1910. Il ritratto di Ida è dipinto in maniera completamente diversa e fu molto criticato. Nonostante ciò il ritratto fu subito acquistato dal Museo di Alessandro III (l'attuale Museo Russo).
Uno dei suoi capolavori è il disegno della locandina per le famosi Stagioni russe, che ritrae una delle più famose ballerine russe, Anna Pavlova.
Morì il mattino del 5 dicembre 1911 a casa propria, a Mosca, all'età di 46 anni, improvvisamente stroncato da un attacco di stenocardia.
Nei ricordi delle persone che lo conoscevano era una persona modesta, sincera, con il carattere mite e riservato, di poche parole, di sani e solidi principi, e con grande fascino. La sua arte ha influenzato moltissimo tutta la pittura russa del XIX secolo.

## Opere

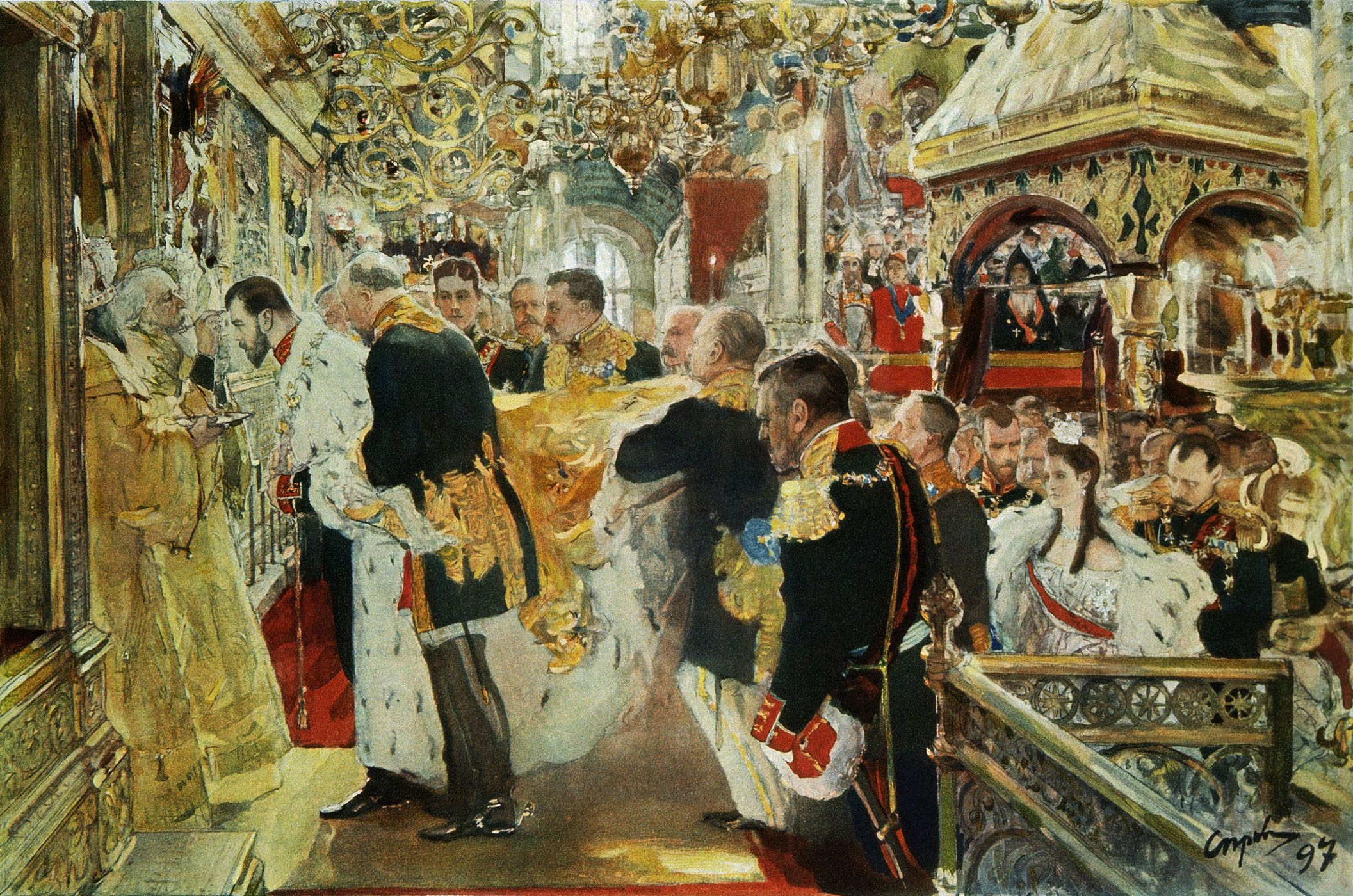
L'unzione di Nicola II e di Aleksandra Fëdorovna a zar e zarina di tutte le Russie nella Cattedrale della Dormizione di Mosca (1896), acquarello

Fra le sue numerose opere esposte alla Galleria Tret'jakov di Mosca e nel Museo Russo di San Pietroburgo spiccano ritratti femminili e raffigurazioni di bimbi.
- La ragazza con le pesche[5] (Ritratto di Vera Savvična Mamontova), 1887
- La ragazza illuminata dal sole, 1888
- Ritratto di Zinaida Jusupova, 1900-1902
- Piccoli soldati, bravi uomini, dov'è la gloria?, 1905
- Ritratto di Marija Nikolaevna Ermolova, 1905
- Ritratto della principessa Ol'ga Orlova, 1909-1911
- Ritratto di Ida Rubinštejn, 1910